# Borgarfjarðarbrú
Die Borgarfjarðarbrú ist eine Brücke im Westen von Island.
Auf ihr überquert seit 1981 die Ringstraße  den Borgarfjörður beim Ort Borgarnes.
Diese Brücke verkürzte die Ringstraße um 11 km.
Davor konnte man die Hvítá auf der Hvítá-Brücke aus dem Jahr 1928 überqueren, das ist über die Borgarfjarðarbraut  und weitere Straßen immer noch möglich.
Sie ist mit 520 m die längste in Betrieb befindliche Brücke im Lande, nachdem die Skeiðarárbrú im August 2017 außer Betrieb genommen wurde. 